# Синдром студента
Синдром студента (англ. Student syndrome) — форма прокрастинации, которая заключается в том, что человек, которому дано  задание, начинает полностью сосредоточиваться на нем как можно позже к тому моменту, когда задачу необходимо выполнить. Это приводит к потере резервного времени, которое было учтено при оценке трудоемкости и рисков проекта (задания), а также к увеличению уровня стресса.
Данный синдром наиболее распространён среди студентов, от которых и получил своё название. Особенно ярко он проявляется, например, при написании курсовых работ, подготовке к экзаменам и в других задачах, требующих много времени и усилий.
Синдром студента и закон Паркинсона (люди обычно не выполняют задания заранее, даже если есть такая возможность) являются поведенческими проблемами, которые пытаются решить методом критической цепи. Данный метод рекомендует избегать привязанных к дате вех, чтобы избежать чрезмерного стресса, а также оценивать время, необходимое для выполнения отдельной задачи, без учёта запасного времени, чтобы поддерживать достаточно мотивирующий уровень стресса.